# Jan Bělík z Kornic
Jan Bělík z Kornic (také Jan Bielik z Kornic; německy: Johann Bielik von Kornitz; před rokem 1434 – po roce 1496) byl slezský šlechtic. Jako přívrženec uherského krále Matyáše Korvína byl od roku 1481 do roku 1488 hejtmanem Horního Slezska.

## Životopis
Jan Bělik pocházel ze slezského šlechtického rodu pánu z Kornic, který měl původ Ratibořského knížectví. Linie rodu Bělik z Kornic, ze které pochází Jan, byla původem převážně z Těšínského knížectví . V roce 1434 koupil Jan spolu se svými bratry Sobkem a Matějem Strzebowitz (dnes Třebovice ) u Ostravy. Jan Bělik se oženil s Alžbětou Pankrácovou ze Svatého Mikuláše. Po její smrti se usadil v Opavském knížectví. Podruhé se oženil s Kateřinou z Kravař, která do manželství přinesla Velké Hoštice. Manželce Kateřině nechal přepsat věno panství Bohumín. Poté, co uherský král Matiáš Korvín napadl Slezská knížectví včetně toho, že si některé přivlastnil, byl Jan Bělík v roce 1477 pověřen správou Kozelského knížectví. Uherský král Matiáš Korvín jej jmenoval v roce 1481 hejtmanem Horního Slezska. V Kozlí nechal zbudovat kamenný hrad. V roce 1482 získal polovinu Hlivického knížectví, které byl nucen Jan IV. prodat Matyášovi Korvínovi. Se synem Václavem Bělíkem z Kornic koupili Horní Kozmice u Hlučína, taktéž se stal správcem Hlučína. V roce 1487 zadržoval Jana II. Opolského a Mikuláše II. Opolského, byli propuštěni až poté co vzdali hold uherskému králi a zaplatili 30.000 zlatých. Po smrti uherského krále byl zajat českým králem Vladislavem Jagellonským, byl nucen se vzdát veškerého majetku.